# Kihorogota
Kihorogota ist ein Verwaltungsbezirk (englisch Ward) des Distrikts Iringa in der tansanischen Region Iringa.

## Geografie
Kihorogota liegt im südlichen Hochland von Tansania etwa 40 Kilometer Luftlinie nördlich der Regionshauptstadt Iringa. Der Bezirk grenzt im Nordosten an Malengamakali, im Südosten an Uhambingeto, im Südwesten an Kising'a und im Nordwesten an Nyang'oro. Bei der Volkszählung 2022 lebten 8899 Menschen in 2280 Haushalten auf einer Fläche von 193 Quadratkilometern.

## Gliederung
Der Bezirk besteht aus acht Gemeinden (swahili Mtaa) mit 28 Orten (Kitongoji):
| Kihorogota - Kihorogota - Njiapanda - Danida - Mgugumbalo | Ivangwa - Mdendami - Ivangwa | Ngano - Mwang’ingo - Godauni A - Godauni B - Lyaveya | Mikong'wi - Kichangani - Shuleni - Utitili - Lupembe | Ismani (T) - Lugolola - Mtiulaya - Lyanika - Lwang’a | Ndolela - Kibaoni - Ndolela - Ofisini | Uhominyi - Uhominyi - Tumaini - Ubena | Igula - Ilogombe - Madibila - Nyambala - Maganga |

## Wirtschaft und Infrastruktur
- Landwirtschaft: In einer Höhenlage zwischen 1200 und 1600 Metern und bei Niederschlägen bis zu 1000 Millimetern im Jahr werden überwiegend Tabak, Sonnenblumen, Kohl, Weizen, Sojabohnen, Mais, Baumwolle, Tomaten, Süßkartoffeln, Yamswurzeln, Bohnen, Sesam, Gemüse und Obst angebaut.[8]
- Bildung: Die Ismani Secondary School ist eine staatliche weiterführende Schule. Sie bildet Tages- und Internatsschüler bis zur 6. Stufe aus.[9]
- Gesundheit: In der Gemeinde Ismani liegt ein staatliches Gesundheitszentrum,[10]  in Kihorogota,[11] Ngano,[12] Mikong'wi,[13] Ismani[14] und Igula[15] je eine Apotheke, wobei die in Ismani von der römisch-katholischen Kirche geführt wird.
- Verkehr: Durch den Westen des Bezirks verläuft die asphaltierte Nationalstraße T5 von Iringa nach Dodoma.[16]